# Vierpunkt-Flechtenbärchen

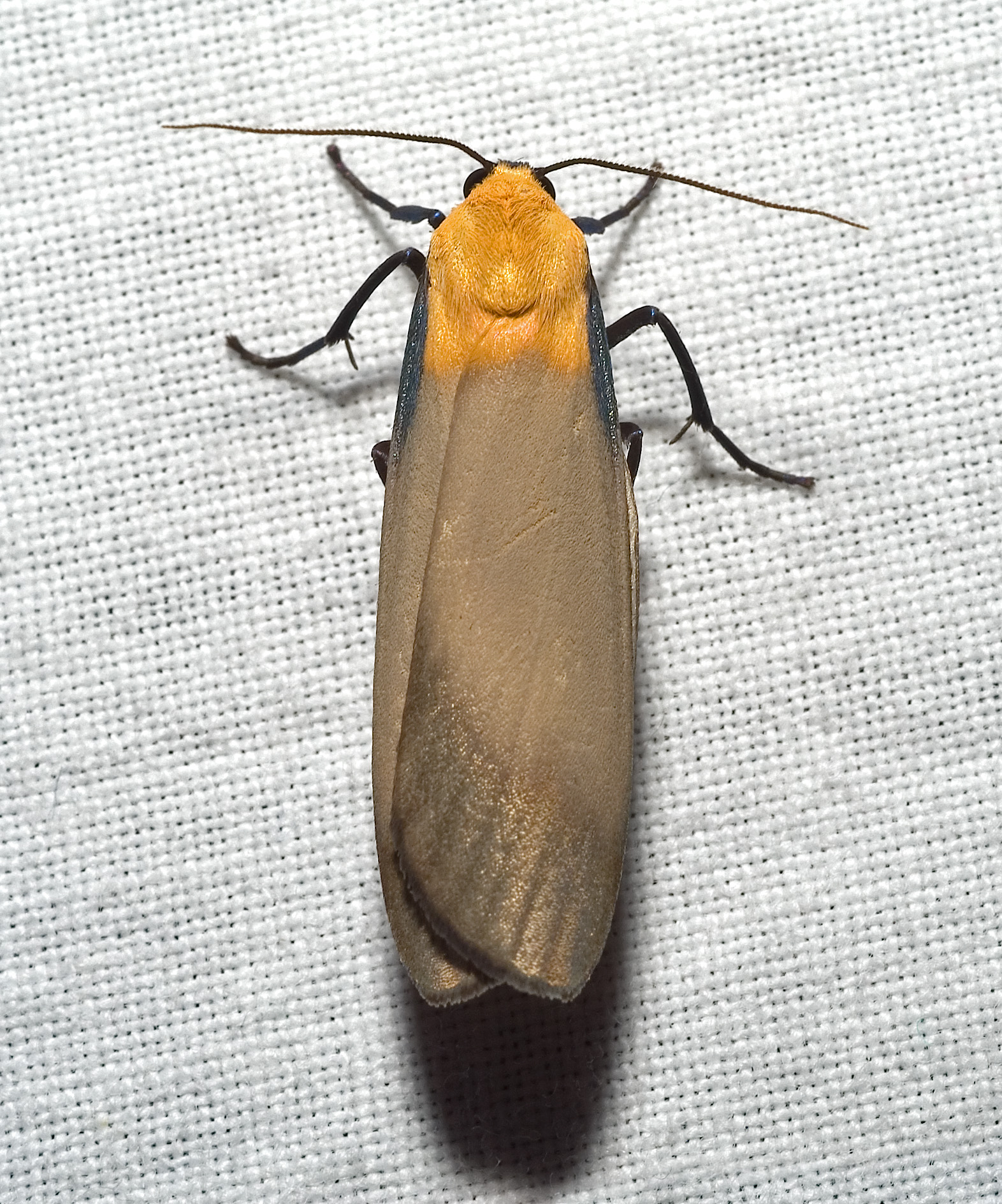
Männchen

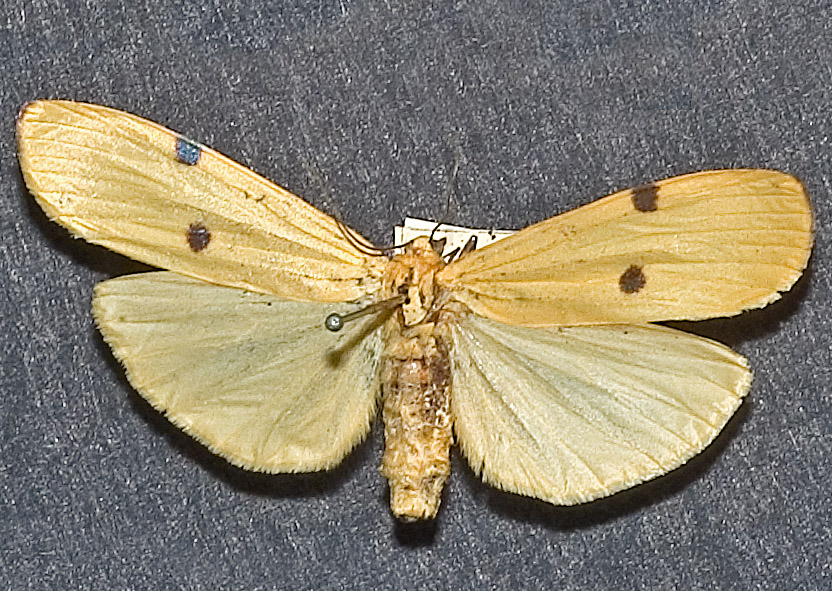
Präparat eines Weibchens aus dem Naturhistorischen Museums in Wien

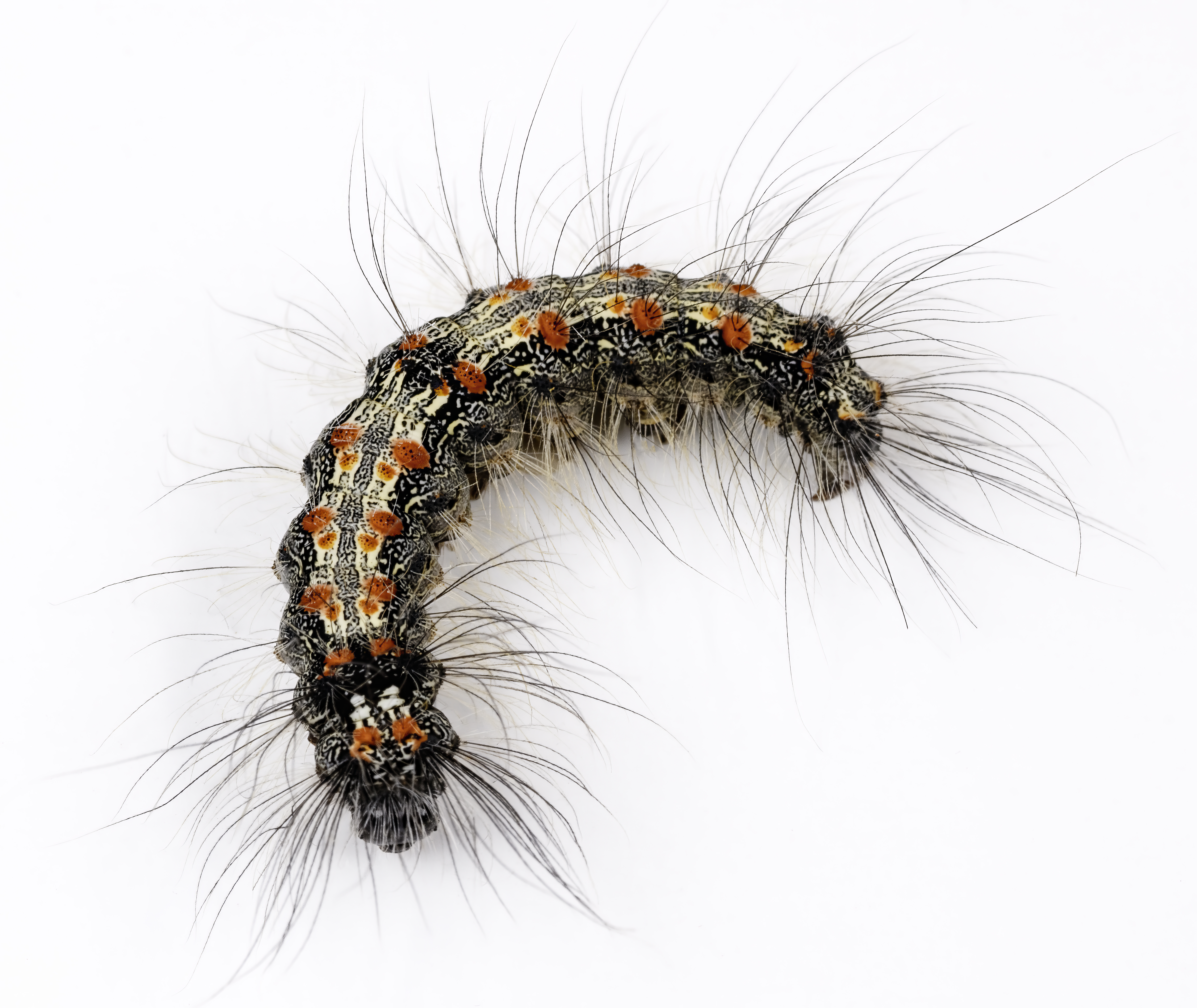
Raupe

Das Vierpunkt-Flechtenbärchen oder der Große Flechtenbär (Lithosia quadra) ist ein Schmetterling (Nachtfalter) aus der Unterfamilie der Bärenspinner (Arctiinae).

## Merkmale
Die Falter erreichen eine Flügelspannweite von 35 bis 55 Millimetern und sind somit die größten mitteleuropäischen Flechtenbären. Zwischen den beiden Geschlechtern dieser Art ist ein Sexualdimorphismus zu erkennen. Die Männchen sind um den Kopf und am Ansatz der Flügel gelb, der größte Teil der Flügel ist aber grau. Die Weibchen sind komplett gelb bis gelbweiß, haben aber je zwei blauschwarze Punkte auf den Flügeln.
Die Raupen werden bis zu 28 Millimeter lang. Sie sind schwarzgrau und haben eine helle Marmorierung mit weißen schmalen Längsstreifen und großen roten Punkten auf dem Rücken. Sie haben lange graue Haare. Sie haben auf dem dritten, siebten und elften Segment (am Anfang, in der Mitte und am Ende des Körpers) oben einen großen dunklen Fleck.

## Vorkommen
Die Falter kommen in Süd- und Mitteleuropa östlich bis zum Amur und im Süden von Großbritannien und Skandinavien in Laubwäldern und in Obstbeständen, seltener auch in offenem Gelände vor. Sie sind weit verbreitet, sind aber selten. Ihre Populationen sind stark rückläufig. Sie fliegen von Juli bis September.

### Flugzeit
Die Art fliegt in einer Generation von Ende Juni / Anfang Juli bis Ende August. Ob eine partielle zweite Generation in Erscheinung tritt oder ob es sich bei später gefundenen Faltern um Nachzügler der ersten Generation handelt, ist gegenwärtig noch unklar.

## Lebensweise
Die Falter sind nachtaktiv und kommen gern ans Licht. Während des Tages können sie ruhend an Stämmen gefunden werden.

### Ernährung
Sie fressen Gelbflechten (Xanthoria parietina) und andere Flechten, die auf Obst- und anderen Laubbäumen wachsen. Man findet sie aber auch auf Nadelbäumen.

### Fortpflanzung
Die helltürkisen Eier werden in Paketen von 20 bis 50 Stück auf der Unterseite von Blättern abgelegt. Die Raupen leben in kleinen Gesellschaften und ernähren sich zunächst nur von Flechten, vorzugsweise an Laub- und Nadelhölzern. Später fressen sie auch Blätter. Nachdem sie eine Größe von zirka vier bis fünf Millimetern erreicht haben, überwintern sie unter der Rinde, wo auch im nächsten Jahr die Verpuppung in einem lockeren Gespinst stattfindet.